# Мэйсон, Дэйв
Дэвид (Дэйв) Томас Мэйсон (англ. David Thomas Mason; род. 10 мая 1946, Вустер, Великобритания) — британский и американский вокалист, гитарист, автор песен, музыкальный продюсер.

## Биография
В первой половине 1960-х годов Мэйсон выступал в любительских группах The Jaguars, The Hellians, Deep Feeling и Julian Covey & The Machine. Впоследствии, работая руководителем тура группы The Spencer Davis Group, Мэйсон познакомился со Стивом Винвудом. Вскоре Мэйсон вошёл в состав технического персонала этой группы и также иногда принимал участие в его записях. В 1967 года Винвуд пригласил Мэйсона в свою группу Traffic, которая в конце 1960-х добилась значительного успеха, а в 1970-х продолжила свою карьеру как одна из самых известных групп, играющих прогрессивный рок. Сам Мейсон много раз покидал и возвращался в Traffic, а после окончательного разрыва с этой формацией он переехал в США, где был успешен как сольный исполнитель.
Дебютный альбом Мэйсона Alone Together, в записи которого принимали участие Леон Расселл, Рита Кулидж и Джим Капальди, оказался весьма совершенной работой и был тепло встречен критиками. Однако следующая работа Мэйсона — записанный в 1973 году вместе с Касс Эллиот лонгплей Dave Mason & Cass Elliot — так и не получила ожидаемого успеха.
В том же году Мэйсон поселился в США на постоянное место жительство и заключил долголетнее соглашение с фирмой CBS. Уже первая записанная для этой фирмы пластинка вернула Мэйсону приверженность как критиков, так и слушателей. Сотрудничество при записи со многими известными музыкантами Лос-Анджелеса (в числе которых Грэй Нэш, Грег Ривс, Джим Келтнер, Карл Редл, Лонни Тёрнер, Стиви Уандер) принесла в альбом богатое и разнообразное звучание. Вообще Мэйсон получил в середине 1970-х годов гораздо больший успех, предлагая серию интересных и удачных пластинок. Хотя все они были сделаны в соответствии с выбранным стандартом и содержали в основном оригинальные композиции Мэйсона, время от времени туда добавлялись новые версии старых хитов.
В 1980-х годах артист выпустил лишь один альбом, который появился в 1987 году. Чуть позже он появился на американском телевидении, где спел в рекламе пива. В начале 1990-х годов Мэйсон вошёл в состав группы Fleetwood Mac, с которым в 1994 году провёл европейское турне.

## Дискография

### Студийные альбомы
- 1970 — Alone Together[англ.]
- 1971 — Dave Mason & Cass Elliot[англ.]
- 1972 — Headkeeper
- 1973 — It’s Like You Never Left
- 1974 — Dave Mason
- 1975 — Split Coconut
- 1977 — Let It Flow
- 1978 — Mariposa De Oro
- 1980 — Old Crest on a New Wave
- 1987 — Two Hearts
- 1987 — Some Assembly Required
- 2008 — 26 Letters — 12 Notes
- 2014 — Future’s Past

### Концертные альбомы
- 1973 — Dave Mason is Alive!
- 1976 — Certified Live
- 1999 — Live: 40,000 Headmen Tour (with Jim Capaldi)
- 2002 — Live at Perkins Palace (originally recorded 1981)
- 2002 — Live at the Sunrise
- 2007 — XM Live (originally released in 2005 on Dave Mason’s website, released to general public 2007)

### Сборники
- 1972 — Scrapbook
- 1974 — The Best of Dave Mason
- 1978 — The Very Best of Dave Mason
- 1981 — The Best of Dave Mason
- 1995 — Long Lost Friend: The Very Best of Dave Mason
- 1999 — Ultimate Collection
- 2006 — The Definitive Collection

### Синглы
- 1968 «Little Woman»
- 1970 «Only You Know and I Know» US #42
- 1970 «Satin Red and Black Velvet Woman» US #97
- 1972 «To Be Free» US #121
- 1977 «So High (Rock Me Baby and Roll Me Away)» US #89
- 1977 «We Just Disagree» US #12, US AC #19
- 1978 «Mystic Traveller»
- 1978 «Don’t It Make You Wonder»
- 1978 «Let It Go, Let It Flow» US #45
- 1978 «Will You Still Love Me Tomorrow?» US #39
- 1980 «Save Me»(With Michael Jackson) US #71
- 1988 «Dreams I Dream» (duet with Phoebe Snow) US AC #11